# Södermanlands runinskrifter 190
Runinskrift Sö 190 är en runsten som nu står intill Ytterenhörna kyrka i Tuna, Ytterenhörna socken och Södertälje kommun, Selebo härad i Södermanland. 

## Stenen
Stenens material är röd sandsten och ornamentiken går i Ringerikestil: Pr2, vilket daterar den till tidsperioden 1020-1050 efter Kristi födelse. Ristningen har ett ovanligt bildmotiv som föreställer en krigare som med vapen i handen strider med ett stort lejonliknande djur. Kring den dramatiska scenen ringlar en mer traditionell runorm med koppel. Tidigare har stenen varit placerad som en sorts hörnsten vid ingången till kyrkans vapenhus och därför har vissa delar blivit otydliga på grund av nötning. Inskriften lyder i översättning:

## Inskriften
Translitterering:
* anun-[r] * auk * suara--r * auk ' finuiþr ' litu * raisa * stain * þinsa ' iftiʀ * usl * faþur * --- * auk * biurn * at bruþur * sin * guþ hialbi * ant * ha[n]s * (þ)(u)-(b)iurn * risti * runaʀ 
Normalisering till runsvenska:
Anun[d]r ok Svara[ld]r ok Finnviðr letu ræisa stæin þennsa æftiR Asl/Ǫsl, faður [sinn], ok Biorn at broður sinn. Guð hialpi and hans. Þo[r]biorn risti runaR. 
Översättning till nusvenska:
Anund och Svarald och Finnvid läto resa denna sten efter Ögisl, sin fader, och Björn efter sin broder. Gud hjälpe hans ande. Torbjörn ristade runorna.